# Diana Herbstreuth
Diana Herbstreuth (* 27. Februar 1981 in Erfurt) ist eine deutsche Politikerin (CDU), Berufssoldatin und Oberstleutnant des Heeres der Bundeswehr. Sie wurde bei der Bundestagswahl 2025 in den Bundestag gewählt.

## Leben und Beruf
Herbstreuth absolvierte 2000 das Abitur am Albert-Schweitzer-Gymnasium in Erfurt und trat 2001 als Unteroffizieranwärterin in die Bundeswehr ein. Beim Hochwasser in Mitteleuropa 2002 wurde sie im Raum Passau eingesetzt. 2002 wechselte sie die Laufbahn, wurde Berufsoffizieranwärterin und durchlief die dreijährige Offizierausbildung der Offiziere des Truppendienstes der Heeresaufklärungstruppe. Danach studierte sie von 2005 bis 2009 Sportwissenschaft an der Universität der Bundeswehr München in Neubiberg bei München mit dem Abschluss Diplom-Sportwissenschaftlerin. Anschließend wurde sie 2009 als Zugführerin in das Gebirgsaufklärungsbataillon 230 nach Füssen versetzt, wurde 2011 Einsatzoffizierin der Fernspählehrkompanie 200 in Pfullendorf, absolvierte 2013 den Stabsoffizierlehrgang an der Führungsakademie der Bundeswehr in Hamburg, wurde 2014 Kompaniechefin der Fernspählehrkompanie 200 und absolvierte 2015 einen Auslandseinsatz der Bundeswehr im Rahmen der Operation Atalanta in Südafrika und Djibouti. 2016 wurde sie Stabsoffizierin im Amt für Heeresentwicklung in Köln und 2017 Dezernentin für Organisations- und Personalstrukturen im Streitkräfteamt in Bonn. 2019 wurde sei zum Oberstleutnant ernannt sowie Büroleiterin des Abteilungsleiters IV (Personalführung Unteroffiziere/Mannschaften) im Bundesamt für das Personalmanagement der Bundeswehr und 2021 Leiterin des Stabsbüros im Logistikkommando der Bundeswehr in Erfurt.

## Politischer Werdegang
Herbstreuth trat 2023 in die CDU ein. Im September 2024 wurde sie Mitglied der Frauenunion und übernahm den Vorsitz der CDU-Frauen im Weimarer Land. Im November 2024 wurde ihre Kandidatur für ein Direktmandat im Bundestagswahlkreis Saalfeld-Rudolstadt – Saale-Holzland-Kreis – Saale-Orla-Kreis bekannt. Bei der Bundestagswahl vom Februar 2025 wurde Herbstreuth über die Landesliste von Thüringen in den Bundestag gewählt. Seitdem ruht ihr Wehrdienstverhältnis. Sie ist ordentliches Mitglied im Ausschuss für wirtschaftliche Zusammenarbeit und Entwicklung und im Verteidigungsausschuss. Daneben ist sie stellvertretendes Mitglied im Auswärtigen Ausschuss und im Ausschuss für Menschenrechte und humanitäre Hilfe. In der CDU/CSU-Fraktion im Deutschen Bundestag ist sie Mitglied der Arbeitsgruppe Verteidigung und der Arbeitsgruppe Wirtschaftliche Zusammenarbeit und Entwicklung.

## Auszeichnungen
- Einsatzmedaille Fluthilfe 2002
- Einsatzmedaille ATALANTA 2015